# Nils Les
Nils Les (Niclas, Lese, Lesberg) var en svensk träsnidare och bildhuggare verksam under 1600-talets senare hälft.
Les var från 1678 gift med Maria Heantens. Han var under sin livstid en välkänd hantverkare i Göteborg. Bland hans arbeten märks ett flertal kyrkomöbler för olika kyrkor i Västsverige och en skulpterad altartavla för Västra Frölunda kyrka som han färdigställde 1687. 